# Huang Zhihong
Huang Zhihong   (Lanxi, 7 de maig de 1965) és una atleta xinesa, especialista en el llançament de pes, que va competir entre finals de la dècada de 1980 i finals del segle XX.
El 1988 va prendre part en els Jocs Olímpics d'Estiu de Seül, on fou vuitena en la competició del llançament de pes del programa d'atletisme. Quatre anys més tard, als Jocs de Barcelona, va guanyar la medalla de plata en la mateixa prova. Amb un millor llançament de 20,47 metres finalitzà rere la russa Svetlana Krivelyova.
En el seu palmarès també destaquen tres medalles al Campionat del Món d'atletisme, d'or el 1991 i 1993, i de plata el 1995; dues medalles de plata al Campionat del Món en pista coberta de 1989 i 1991. També guanyà una medalla d'or i una de plata als Jocs Asiàtics; dues medalles d'or al Campionat d'Àsia d'atletisme i una d'or a les Universíades. sempre en el llançament de pes.
La millor marca personal la va aconseguir el 1990 a Pequín, quan llançà el pes fins als 21,52 metres.